# Giampietro da Lucca
Giampietro da Lucca o Giovan Pietro d'Avenza (Avenza, ... – Lucca, 3 ottobre 1457) è stato un letterato italiano.

## Biografia
Nacque ad Avenza, presso Carrara, alla fine del XIV secolo. A Mantova fu allievo della Ca' Zoiosa dell'umanista Vittorino da Feltre, dove apprese la lingua greca e latina.
Insegnò a Verona dal 1445 al 1450, Brescia e Venezia, dove ebbe come allievi i figli della nobiltà veneziana. Abbandonò la città lagunare nel 1456 a causa della peste per raggiungere Lucca, con incarico di lettore di oratoria e di lettere greche.
Morì di peste nel 1457 e venne sepolto nel portico della cattedrale di San Martino di Lucca.